# 황등로
황등로(Hwangdeung-ro)는 전북특별자치도 익산시 황등면 황등교차로 와 익산시 황등면 황등삼거리를 잇는 도로이다.

## 주요 경유지
전북특별자치도
- 익산시 (황등면)

## 노선
| 이름        | 접속 노선                | 소재지 | 소재지 | 비고                 |
| ----------- | ------------------------ | ------ | ------ | -------------------- |
| 황등 교차로 | 화강암로                 | 익산시 | 황등면 |                      |
| 농협삼거리  | 황등서로                 | 익산시 | 황등면 | 지방도 제722호선구간 |
| (이름없음)  | 황금로                   | 익산시 | 황등면 | 지방도 제722호선구간 |
| 황등삼거리  | 국도 제23호선 (익산대로) | 익산시 | 황등면 |                      |

## 주요 건물 및 시설
- 세븐일레븐 익산황등우남점 (황등로 42/황등리 257-4)
- 아성다이소 익산황등점 (황등로 74/황등리 298)
- 신협 황등창조신협 본점 (황등로 77/황등리 1031-2)
- 익산황등우체국 (황등로 105/황등리 1003-1)
- 황등파출소 (황등로 120/황등리 906-3)
- 농협 황등농협하나로마트 (황등로 124/황등리 906-17)
- 농협 황등농협 (황등로 124/황등리 906-17)
- 황등면보건지소 (황등로 136/황등리 905-16)
- 신협 황등신협 본점 (황등로 171/황등리 819-6)